# Casa de Ficquelmont
La Casa de Ficquelmont es una familia nobiliaria europea, originaria del Ducado de Lorena, cuyos orígenes se remontan al siglo XI. Su nombre proviene de su primer señorío, el de ‘’Fiquelmont’’, que se sitúa cerca del pueblo contemporáneo de Thumereville, en el departamento de Meurthe y Mosela, región de Lorena, Francia.
Debido a su expansión geográfica vinculada a la historia lorenesa y a la revolución francesa, la Casa de Ficquelmonte pertenece a las noblezas lorenesa, alemana, francesa, austro-húngara, rusa y belga.
A lo largo de su historia, la casa entroncó con importantes casas nobiliarias europeas, del que están la Casa de Salm, la Casa de Choiseul, la Casa de Lorena-Vaudrémont, la Casa de Chatelêt, los Príncipes Kutúzov, los Príncipes de Ligne, la Casa de Esterházy, la Casa de Radziwiłł, o los Príncipes Clary-und-Aldringen.